# 세계 사이버 검열 반대의 날
세계 사이버 검열 반대의 날(World Day Against Cyber Censorship)은 전 세계 정부가 온라인 언론의 자유를 억제하고 검열하는 방식에 대한 관심을 끌기 위해 매년 3월 12일에 개최되는 온라인 행사이다. 이 날은 국경 없는 기자회와 국제앰네스티의 요청으로 2008년 3월 12일에 처음으로 지정되었다. 국경 없는 기자회 사무총장 장 프랑수아 줄리아드(Jean-François Julliard)와 국제앰네스티 전무이사 래리 콕스(Larry Cox)가 작성한 서한은 구글, 야후!, 마이크로소프트의 최고 경영자에게 보내어 이 날의 관찰을 요청했다. 이 연례 행사는 국경 없는 기자회가 만든 로고로 상징되며, 사슬에서 풀려난 컴퓨터 마우스로 구성되어 있다.

## 같이 보기
- 인터넷 검열
- 국경 없는 기자회